# Würzburger Dom

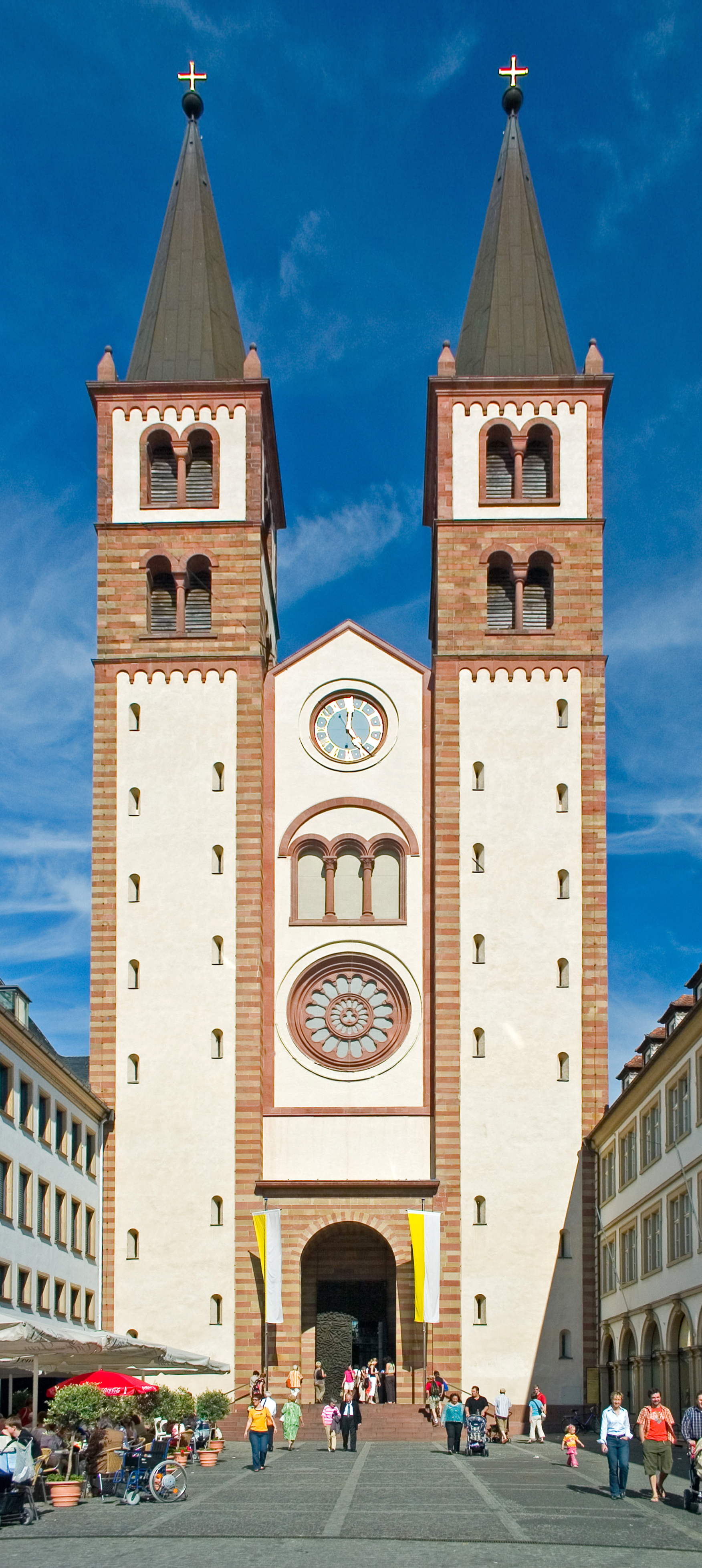
Würzburger Dom (2007)

Der Dom St. Kilian zu Würzburg, kurz Würzburger Dom, ist eine römisch-katholische Kirche in Würzburg, die seit 1967 dem Heiligen Kilian geweiht ist. Der Dom ist die Bischofskirche des Bistums Würzburg. Mit seiner Doppelturmfassade und einer Gesamtlänge von 105 Metern ist er das viertgrößte romanische Kirchengebäude Deutschlands und ein Hauptwerk deutscher Baukunst zur Zeit der salischen Kaiser. Ursprünglich hatte der Dom ein Salvator-Patrozinium, von 855 bis um etwa 1000 war er Salvator geweiht, von etwa 1000 bis 1967 war der Apostel Andreas Dompatron, seit dem 6. Mai 1967 trägt der Dom das Patrozinium der Frankenmärtyrer Kilian, Kolonat und Totnan. Das Kirchweihfest der Kathedrale wird am 24. Oktober begangen. Der Würzburger Dom ist die Pfarrkirche der Dompfarrei und der Domstiftspfarrei des Domkapitels (Domstift Würzburg).

## Geschichte

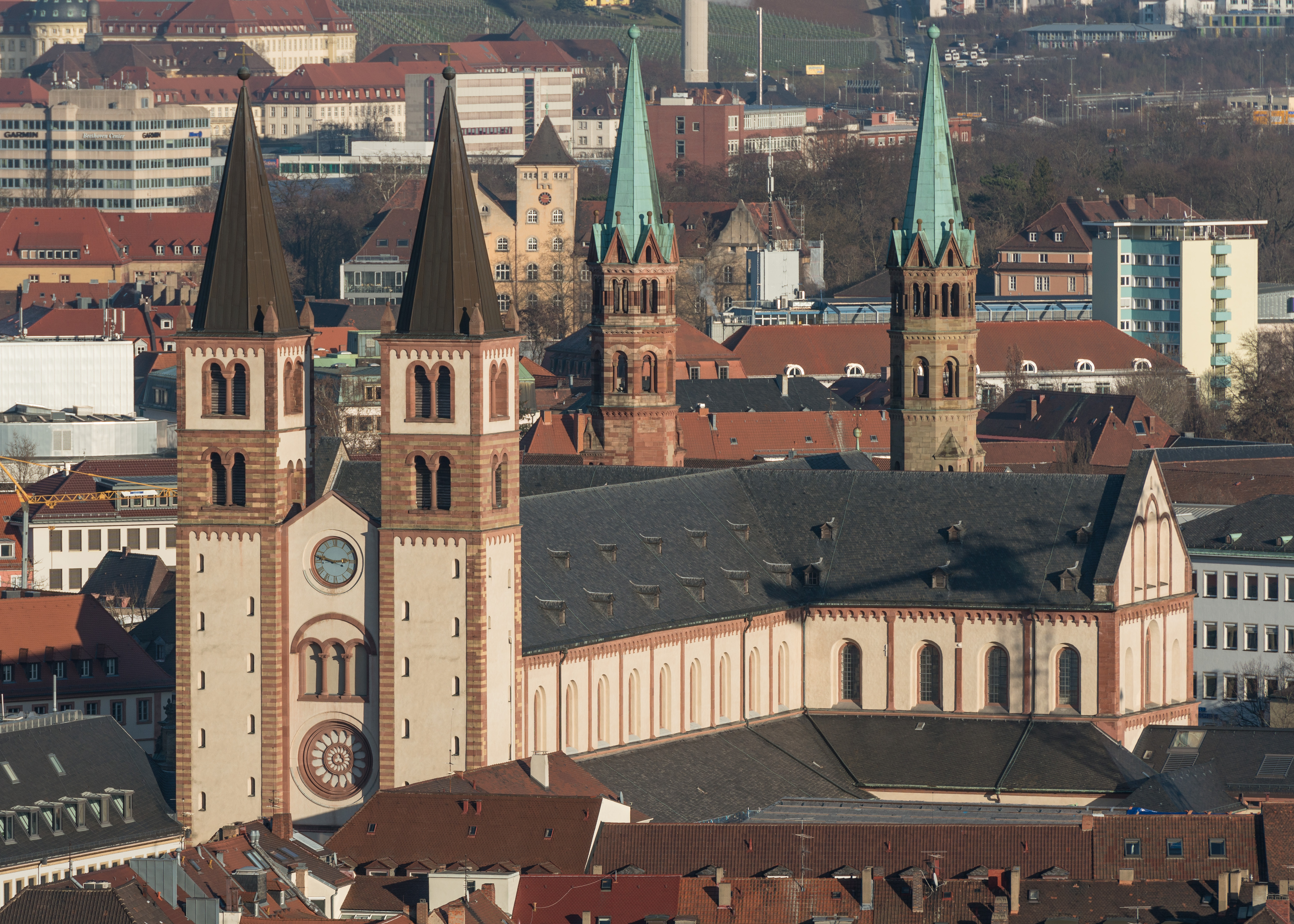
Der Dom von südwestlicher Richtung (2014)

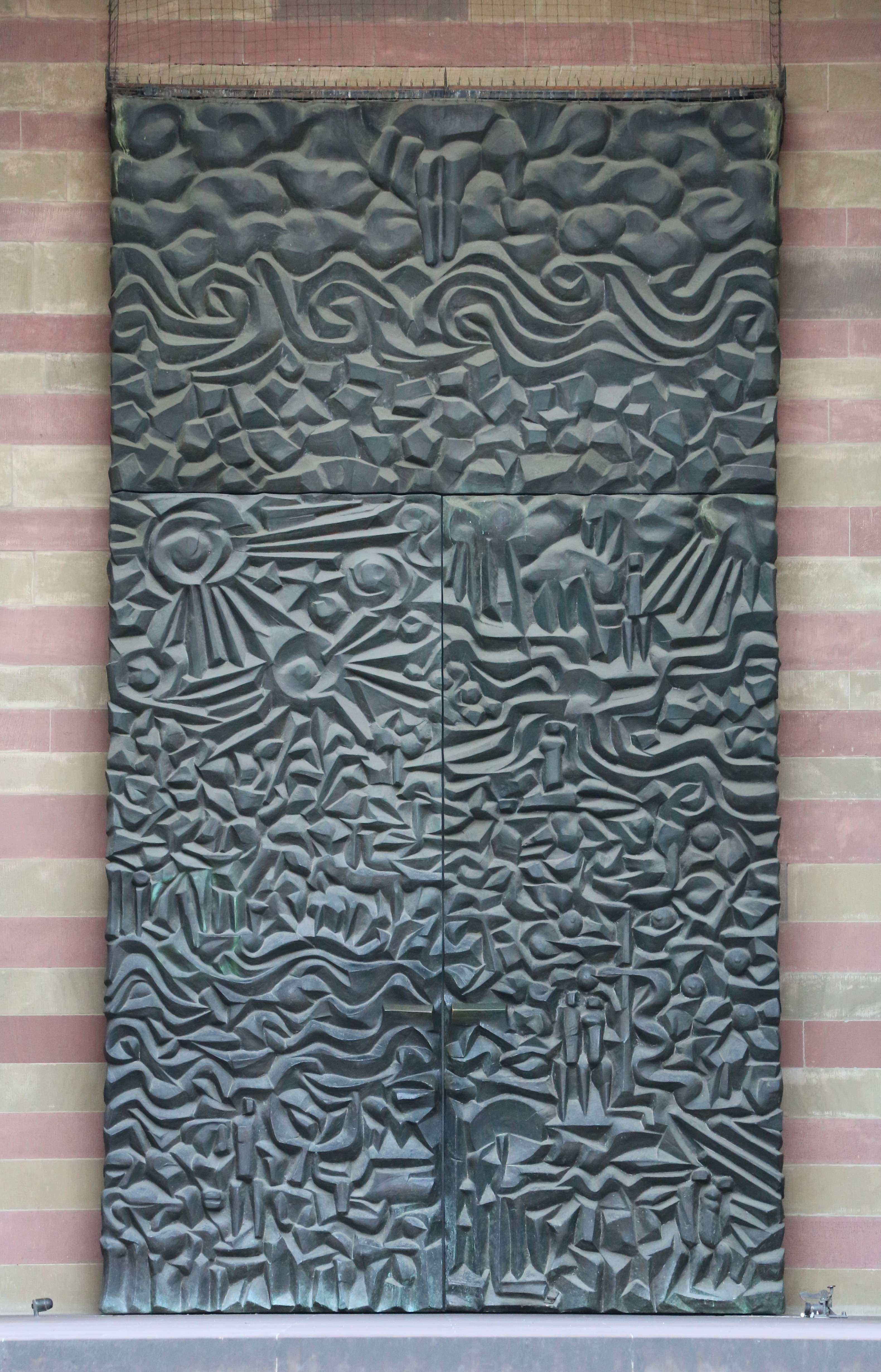
Fritz Koenig erschuf 1962 das monumentale Hauptportal Schöpfung (WVZ Sk 279) des Würzburger Doms (2016)

Ein Dom mit Domkloster (geführt nach der unter dem Bischof Berowelf eingeführten, von Chrodegang begründeten Regula canonicorum) bestand in Würzburg bereits im 8. Jahrhundert.
Die heutige romanische Kirche, erbaut ab 1040 von Bischof Bruno, gilt als die viertgrößte romanische Basilika Deutschlands. Es handelt sich um den dritten Dombau, nachdem die ersten beiden (erbaut um 787 und 855) durch Feuer ganz oder teilweise zerstört worden waren. Nach dem Unfalltod Brunos im Jahr 1045 vollendete sein Nachfolger im Bischofsamt, Adalbero, den Bau im Jahr 1075.
Eine dem Dom angegliederte und vom Würzburger Domkapitel betriebene Domschule gehörte im Mittelalter neben den Domschulen von Lüttich und Worms zu den bedeutendsten Kathedralschulen des Landes.
Die im Jahr 1253 beurkundete Finanzierung eines neuen Altars für den Dom ermöglichte der Bischof Hermann I. von Lobdeburg unter anderem durch Einkünfte aus sechs apothecis, deren apothecarii (am ehesten Krämer oder Gewürzkrämer) namentlich bis Ende des 13. Jahrhunderts bekannt sind (Die mit vor allem mit Ärzten in Verbindung stehenden Apotheker kamen erst im 14. Jahrhundert auf und Apotheker im heutigen Sinn gab es in Würzburg erst ab dem 15. Jahrhundert).
Im 19. Jahrhundert war die Erzbruderschaft Corporis Christi in der Domkirche ansässig.
Die Seitenschiffe wurden um das Jahr 1500 spätgotisch umgestaltet. Die barocke Neugestaltung des Dominneren begann vor 1627 und wurde nach dem Dreißigjährigen Krieg bis 1699 energisch vorangetrieben. Im 17. Jahrhundert entstanden an den Altarretabeln im Dom zahlreiche Werke der Tafelmalerei, wie sie in katholischen Kirchenräumen infolge des Tridentinischen Bilderdekretes seit etwa 1580 üblich geworden sind. Für den 1627 geschaffenen Bartholomäus-Altar in einem der nördlichen Langhauspfeiler schuf Hans Ulrich Bühler eine einst als Predalla dienende Innenansicht des Doms. Bühler malte zudem für den zwischen 1617 und 1630 von Nikolaus Lenkhart geschaffenen, 1945 jedoch samt Gemälde verbrannten, Peter-und-Paul-Altar an der Ostwand des südlichen Querhauses das Tafelbild. Der Frankfurter Matthäus Merian der Jüngere malte 1654 eine Anbetung der Könige. Der berühmte Nürnberger Maler Joachim von Sandrart schuf für den Dom um 1646 eine Kreuzabnahme Christi und eine Himmelfahrt Mariens. Johann Heinrich Schönfeld, einer der größten deutschen Barockmaler, malte für den Kiliansdom um 1670 einen kreuztragenden Heiland und einen Leonhard von Limoges als Pestpatron. Der aus Antwerpen stammende Künstler Johann Baptist Ruel (auch Johann Baptist de Rüll genannt) malte 1659 eine Feuerprobe der hl. Elisabeth für die Würzburger Kathedrale. Wie alle genannten Altartafeln im Dom verbrannte auch das 1661 von Johann Baptist Ruel geschaffene Ölgemälde Büßende Magdalena im März 1945. Erhalten geblieben sind die ursprünglich für den Dom geschaffenen Altarbilder Enthauptung Johannes des Täufers (1659) und Martyrium des hl. Kilian (1659) und Christus am Ölberg (1660) von Oswald Onghers (Sein 1662 entstandenes Bild Himmelfahrt Mariens verbrannte beim Feuersturm von 1945 ebenso wie seine 1704 geschaffene Ecce-homo-Altartafel des Dechantenaltars im nördlichen Domquerhaus). Auch die Balthasar Esterbauer zugeschriebenen Schnitzwerke (1702 am neuen 1700 bis 1703 geschaffenen Hauptaltar, an zwei Chorbogenaltären (Bruno-Altar, gestiftet 1705 von Kurfürst Lothar Franz von Schönborn, am südlichen Chorbogenpfeiler) und am 1708 oder 1709 vom Fürstbischof Greiffenclau gestifteten Pfarraltar am nördlichen Chorbogenpfeiler) verbrannten am 16. März 1945. Pietro Magno (oder Giovan[ni] Pietro Magni, 1655–1722/24) stuckierte unter Mitarbeit von Giovanni Antonio Clerici (1762–1774) und weiterer seiner Landsleute den Dom 1701 bis 1706 mit herausragender europäischer Stuckaturkunst im barocken Stil aus, wobei es bei Rahmenelementen nie zu einer Ausmalung derselben mit Bildern gekommen ist. Beeindruckt von den Domstuckaturen Pietro Magnos entwickelte Joseph Greissing seinen betont ornamentfreudigen barocken Baustil.
Zur Zeit des Nationalsozialismus gab es von Seiten der katholischen Kirche Würzburgs und ihrer Repräsentanten im Dom, etwa in Person des Bischofs Matthias Ehrenfried und des Volksblatt-Hauptschriftleiters Dompfarrers Heinrich Leier (1876–1948), entschiedene Stellungnahmen und Demonstrationen gegen das Regime.
Nach dem Einsturz großer Teile (insbesondere der Nordmauer) des Doms im Februar 1946 als Folge des Bombenangriffs auf Würzburg am 16. März 1945, bei dem der Dom bereits durch Brand schwer beschädigt worden war, wurde er bis 1967 vom Diözesan- und Dombaumeister Hans Schädel wieder aufgebaut. Am 6. Mai 1967 erfolgte die Weihe eines neuen Hochaltars und von vier Nebenaltären unter Mitwirkung des Kardinals Julius Döpfner und des Nuntius Corrado Bafile. Beim Wiederaufbau wurde die barocke Substanz zugunsten einer Re-Romanisierung zerstört. Die Neuausstattung betont den Gegensatz zu den erhaltenen historischen Partien. So entstand eine umstrittene Kombination aus größtenteils romanischen, modernen und barocken Elementen. Die neoromanische Westfassade mit Fensterrose, dreigliedriger Galerie und Uhrenöffnung wurde beim Wiederaufbau mit einer schlichten Bimssteinmauer verblendet und im Zuge von Renovierungsarbeiten zwischen April 2004 und November 2006 wieder freigelegt. Weiterhin erhielt der Dom als Leihgabe die vom Münchner Hofmaler August Wolff angefertigte Kopie eines Florentiner Abendmahlsgemäldes aus der St.-Bonifatius-Kirche in Rannungen.
Der international bedeutende Bildhauer und aus Würzburg stammende Fritz Koenig erschuf 1962 die monumentalen 5,50 m hohen Hauptportal-Türen des Würzburger Doms mit einer Darstellung der biblischen Schöpfung (Sk 279; 1962/67). Hier zeichnet Koenig aus ungeordneten, archaischen Symbolen heraus den Schöpfungsakt nach. Er trennt das Wasser vom Land, bringt Fische, Vögel und den Menschen zum Leben, und lässt Adam und Eva vom Baum der Erkenntnis kosten. Natur, Mystik und Religiosität verbindet Koenig in seinem Werk mit der Spannung zwischen Licht und Düsternis.

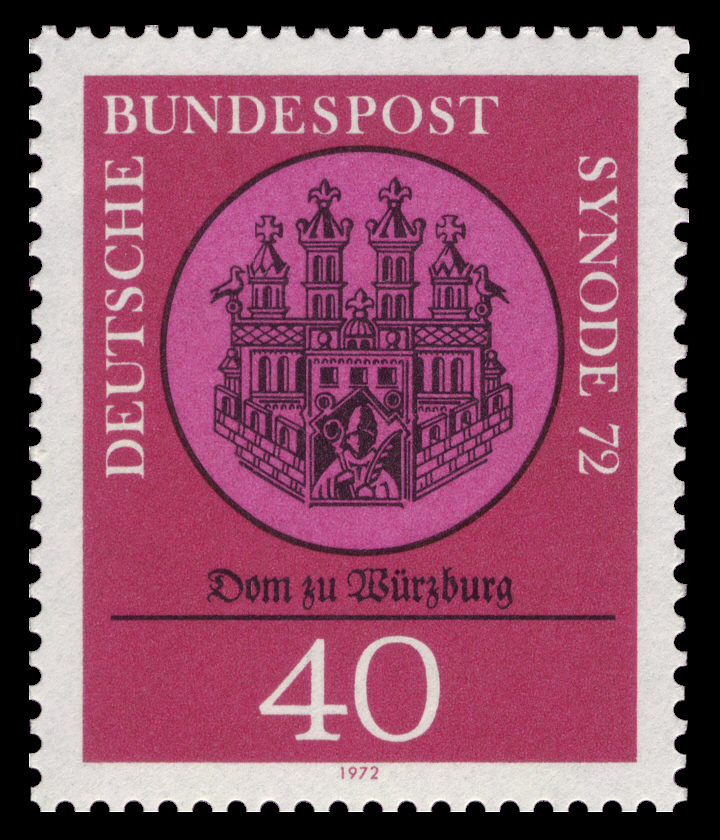
Briefmarke der Deutschen Bundespost anlässlich der Würzburger Synode

Von 1971 bis 1975 tagte im Würzburger Dom die Würzburger Synode. Sie sollte nach dem Willen des Kardinals Julius Döpfner die Ergebnisse des Zweiten Vatikanischen Konzils für Deutschland umsetzen und zu einem „geistlichen Ereignis“ werden.
Der Chorraum wurde im Jahr 1988 von Hubert Elsässer umgestaltet und verbindet seither barocke und moderne Formen. Vom 25. Juli 2011 bis zum 2. Dezember 2012 war der Innenraum wegen Bau- und Renovierungsarbeiten geschlossen.
Im März 2003 wurde das Museum am Dom eröffnet.

## Ausmaße
Der Würzburger Dom weist folgende Abmessungen aus:
- Gesamtlänge von der Vorhalle bis zur Apsis: 108 Meter
- Querschifflänge: 58 Meter
- Länge der Chorzone mit Apsis: 25 Meter
- Gewölbehöhe der Seitenschiffe: 10,60 Meter
- Deckenhöhe des Mittelschiffes: 23,25 Meter
- Turmhöhe: 64 Meter[28]
- Interkolumnium der Arkadenwände: 4 Meter
- Bogenhöhe der Arkaden: 9,30 Meter
- Breite der Seitenschiffe: 7 Meter
- Breite des Mittelschiffes: 13,80 Meter
- Gewölbehöhe der Querschiffe: 21,80 Meter
- Breite der Querschiffe: 13,80 Meter
- Länge der Querschiffarme bis zur Vierung: 20,36 Meter
- Vierung: 15 × 15 Meter
- Höhe der Vierungsbögen in den Querschiffen: 20,20 Meter

## Gottesdienste
Gottesdienste finden sonntags 10:00, 11:30 und 18:30 Uhr und werktags 9:00 Uhr statt. Der Orgelimpuls „5 nach 12“ wird von Montag bis Samstag jeweils 12:05 bis 12:20 Uhr (von Dienstag nach Ostern bis zum 31. Oktober) abgehalten.

Bildergalerie
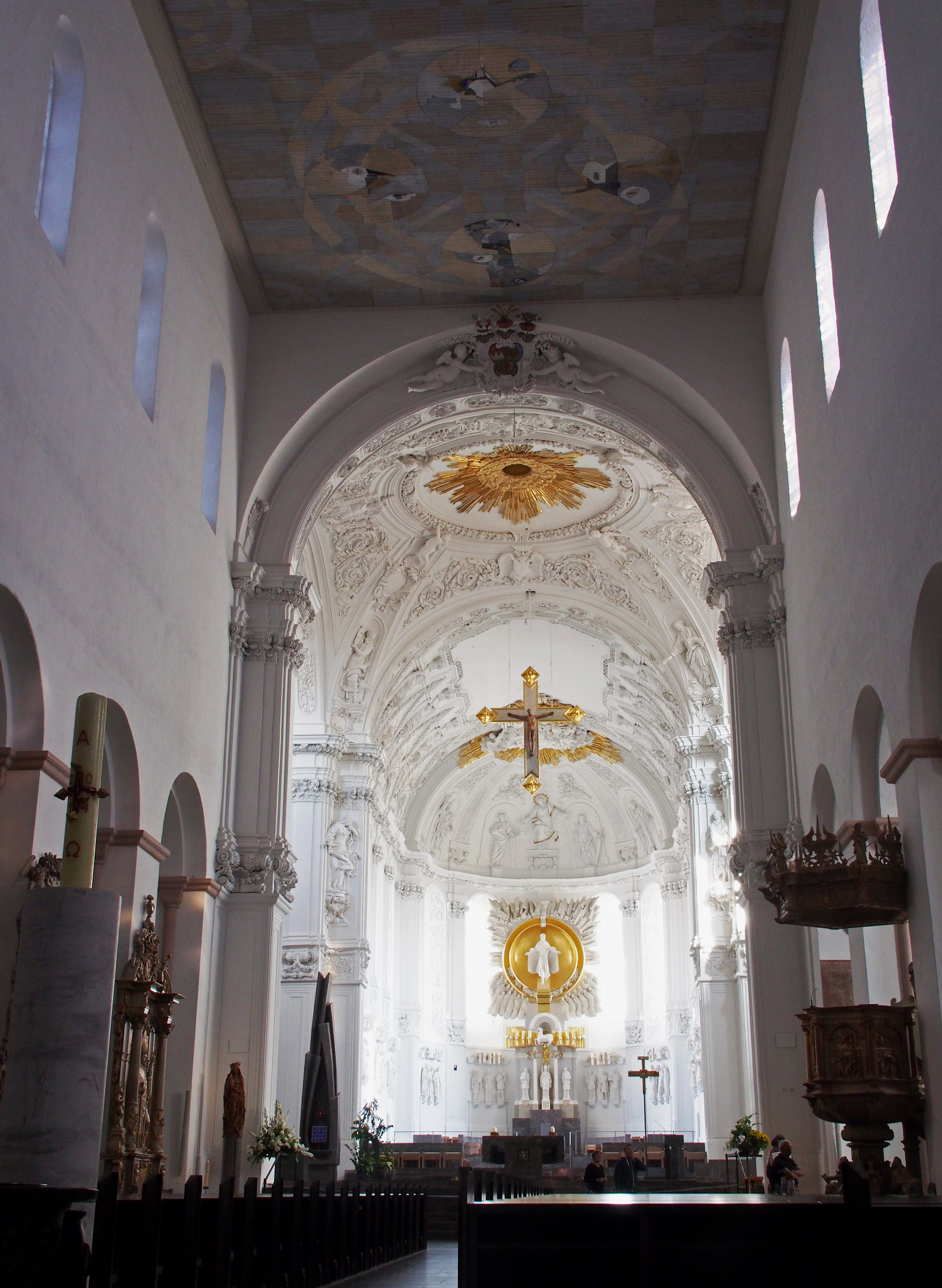
Altarraum, Kruzifix und Langhaus heute
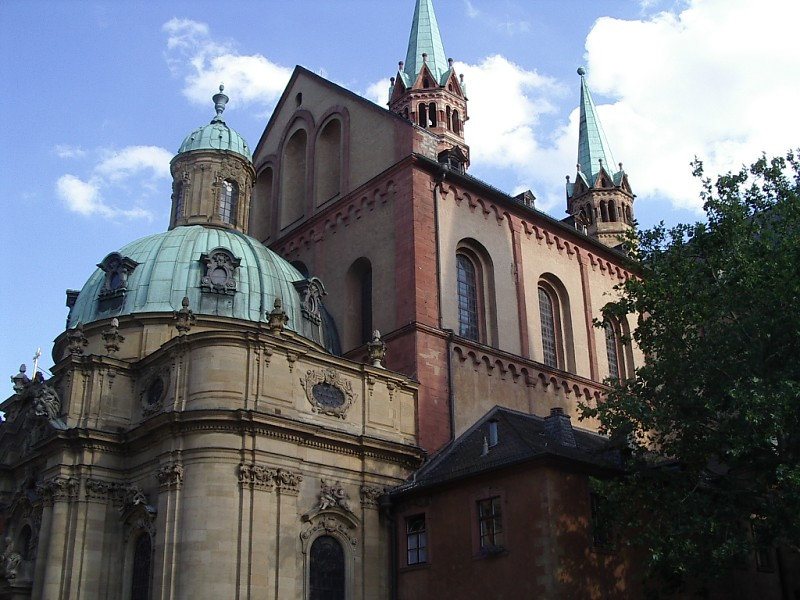
Dom mit Schönbornkapelle
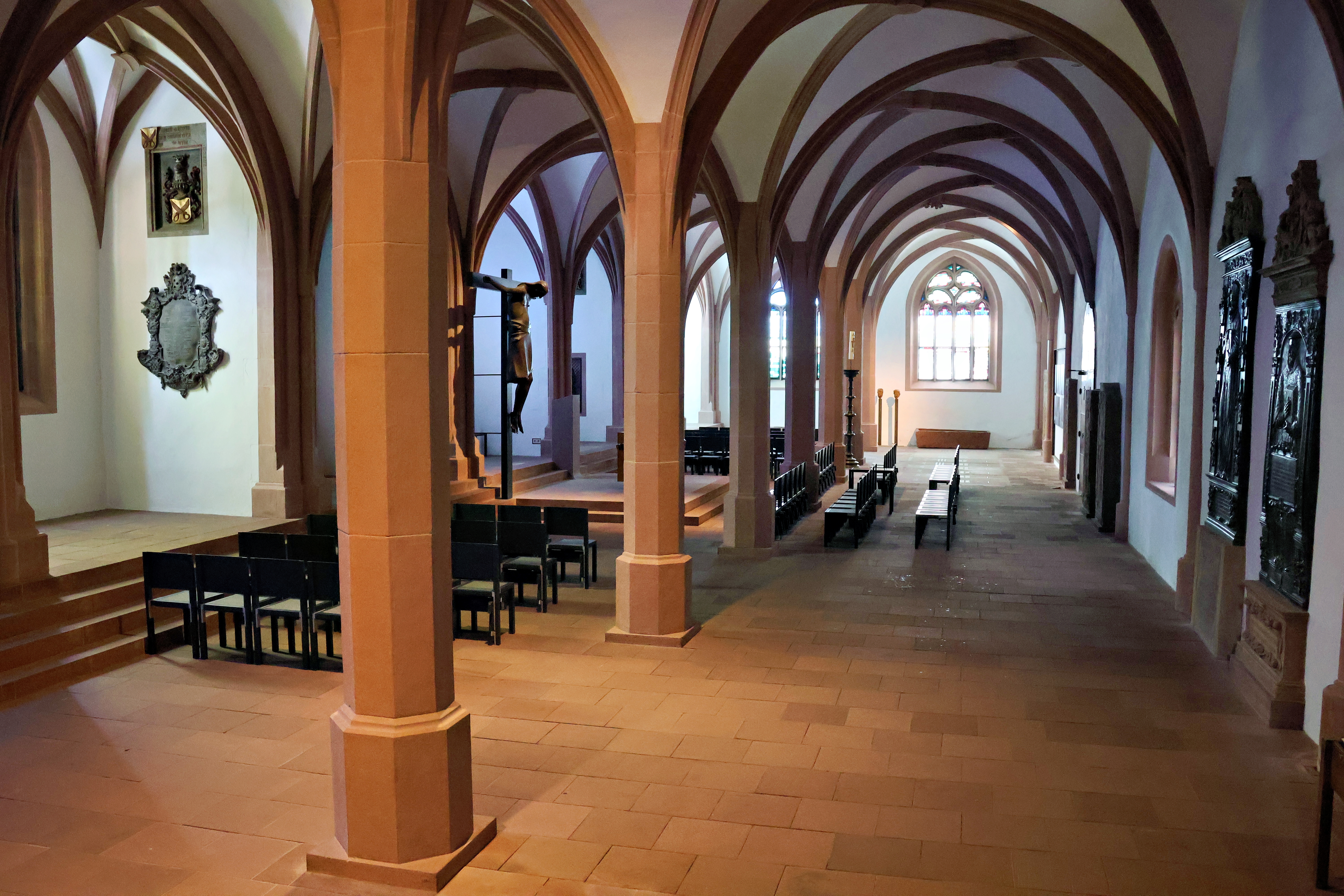
Sepulturkapelle im Würzburger Dom
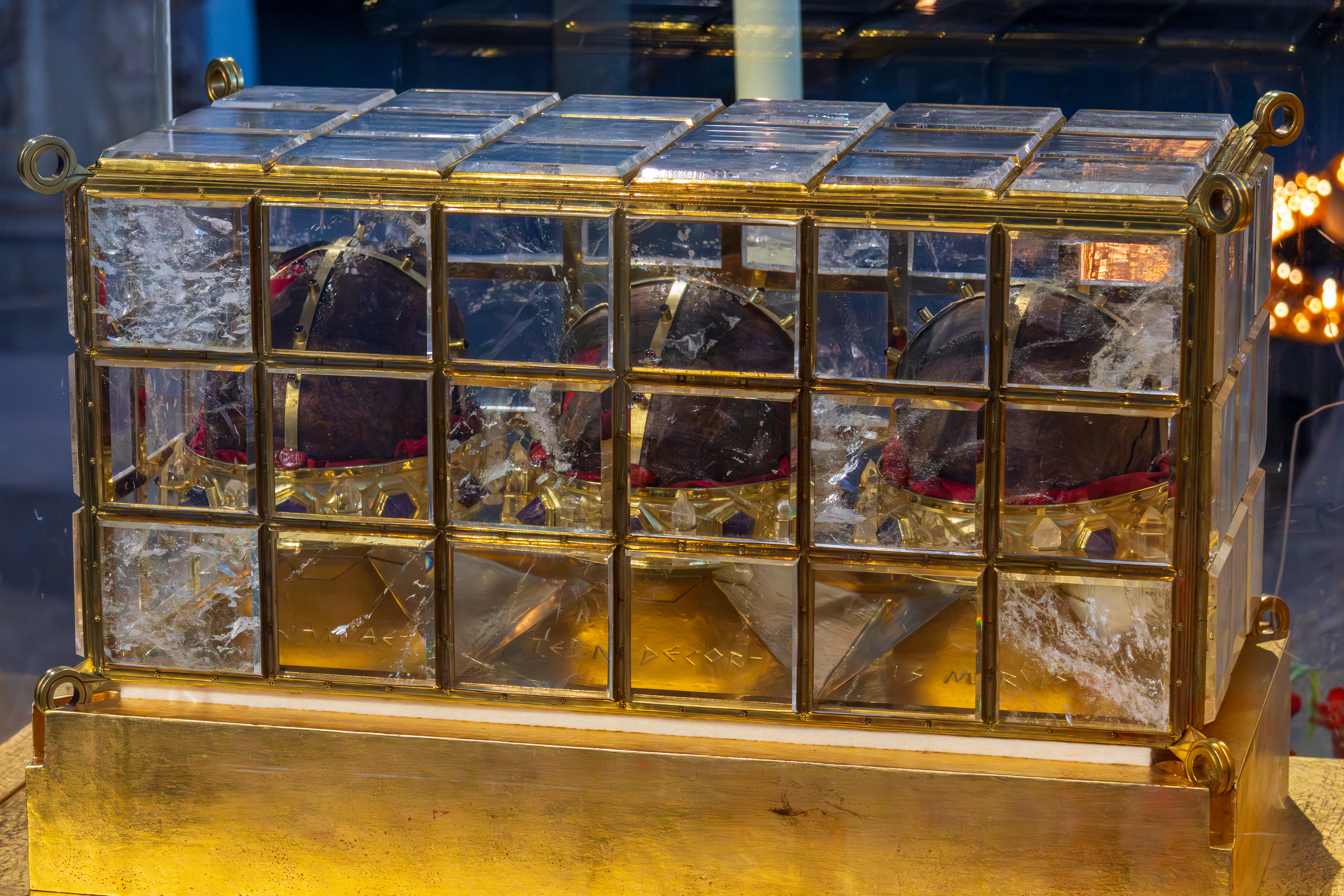
Schädel-Reliquie von Kilian, Kolonat und Totnan (Ausstellung 2025 im Würzburger Dom)
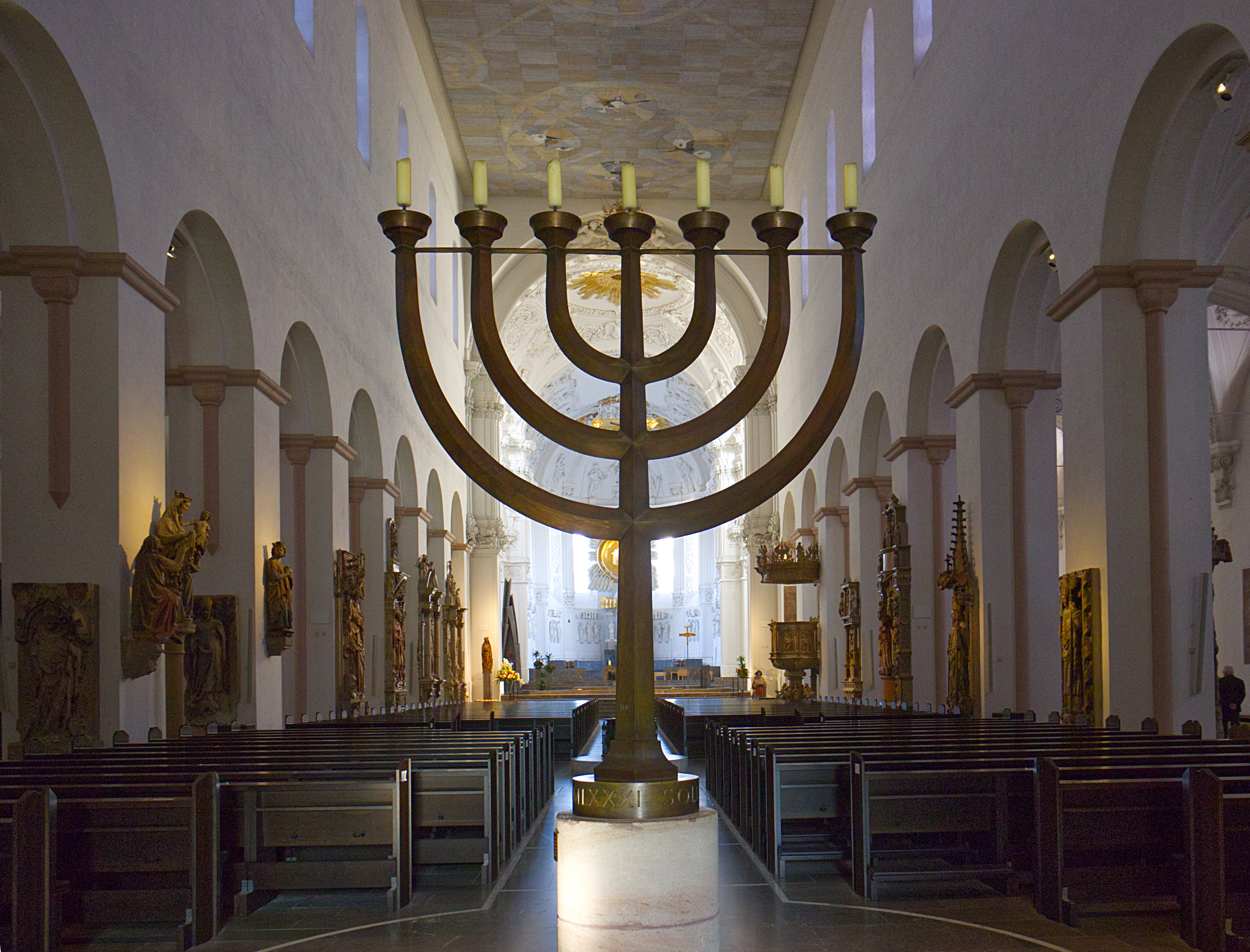
Die Menora im Mittelgang des Domes (Andreas Moritz, 1981)

## Kunstwerke

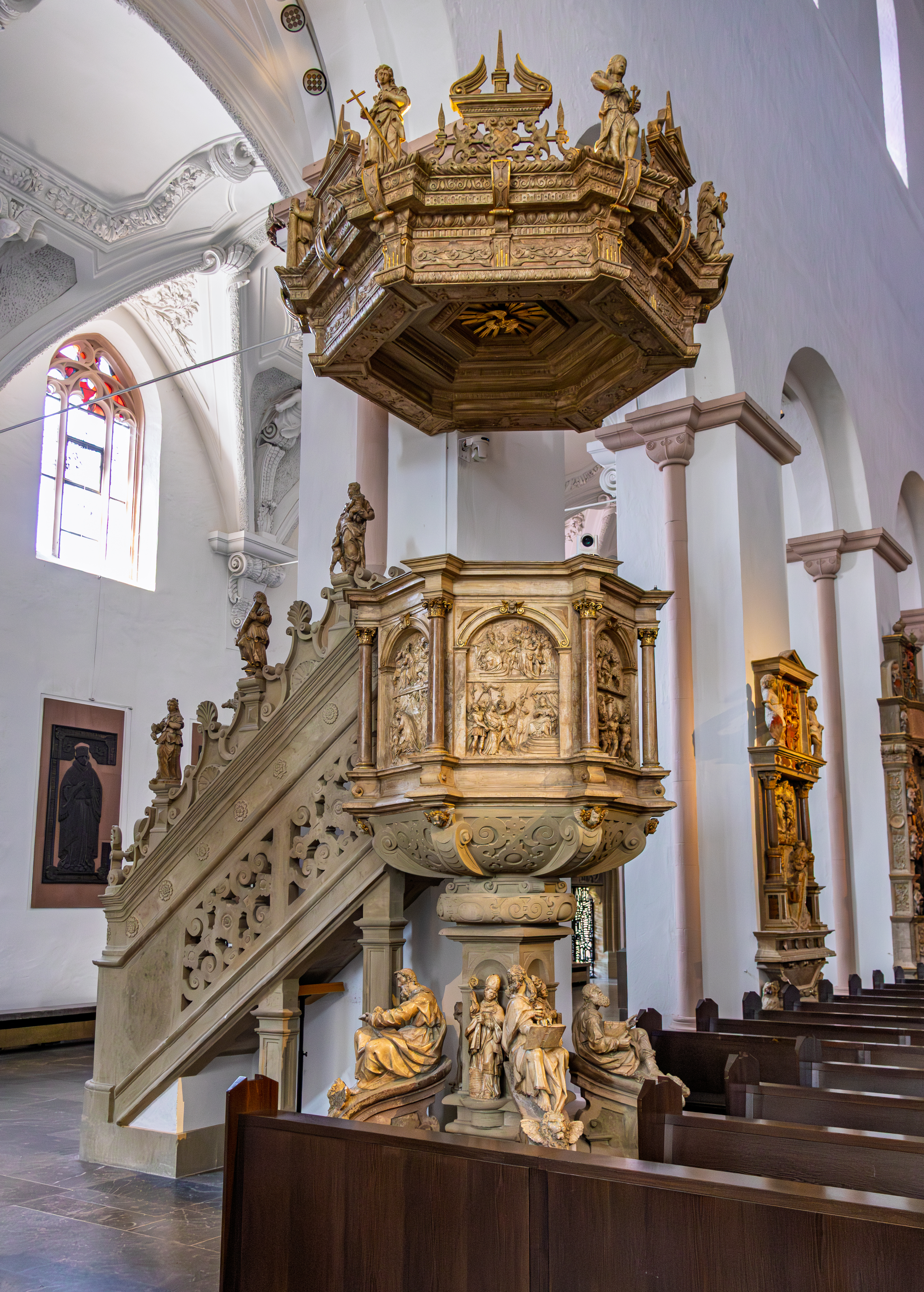
Domkanzel (Michael Kern, 1608–1610) mit den vier Evangelisten im Fuß (16)

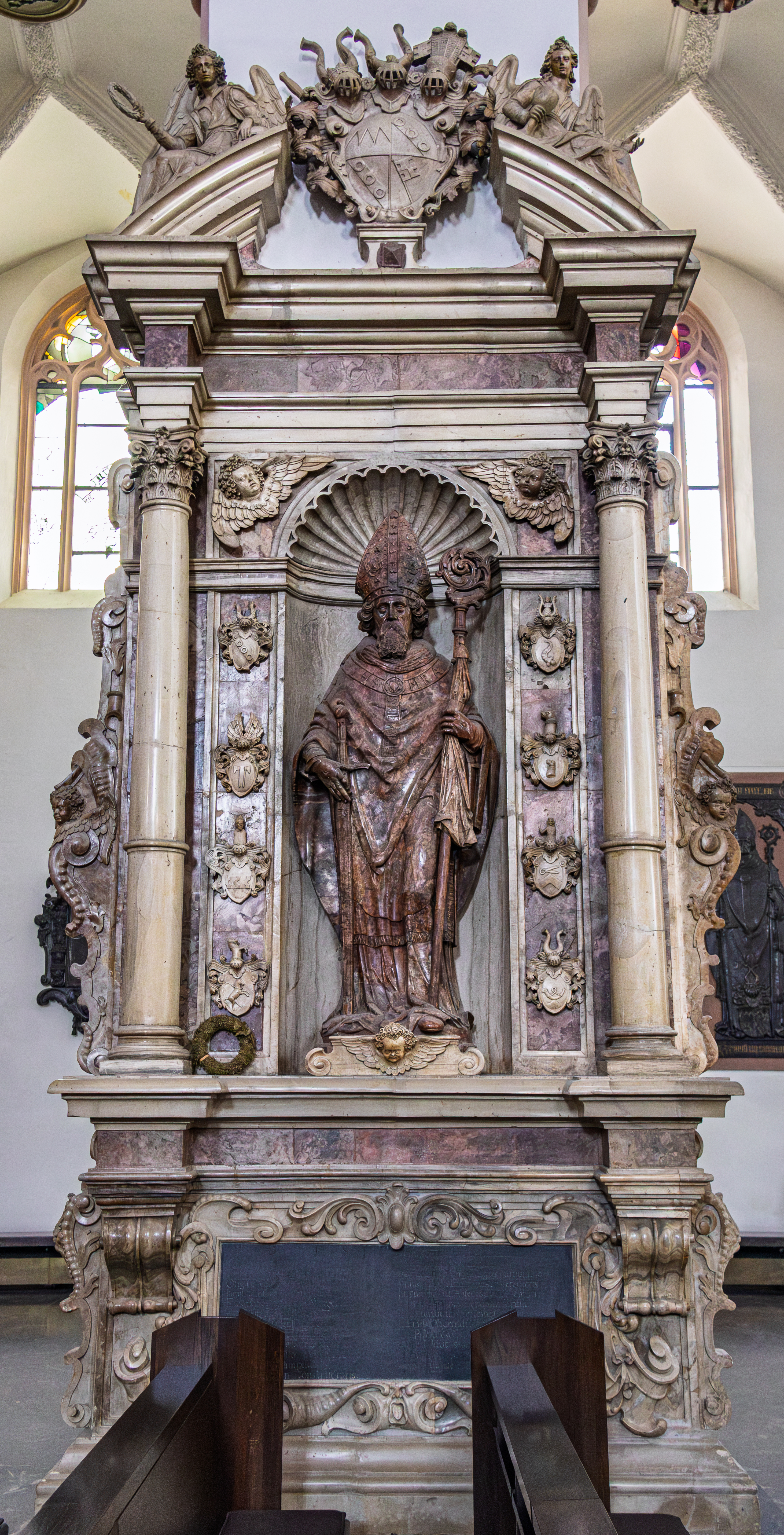
Grabmal Julius Echters von Mespelbrunn, Ädikula von Nikolaus Lenkart, nach 1617 (15)

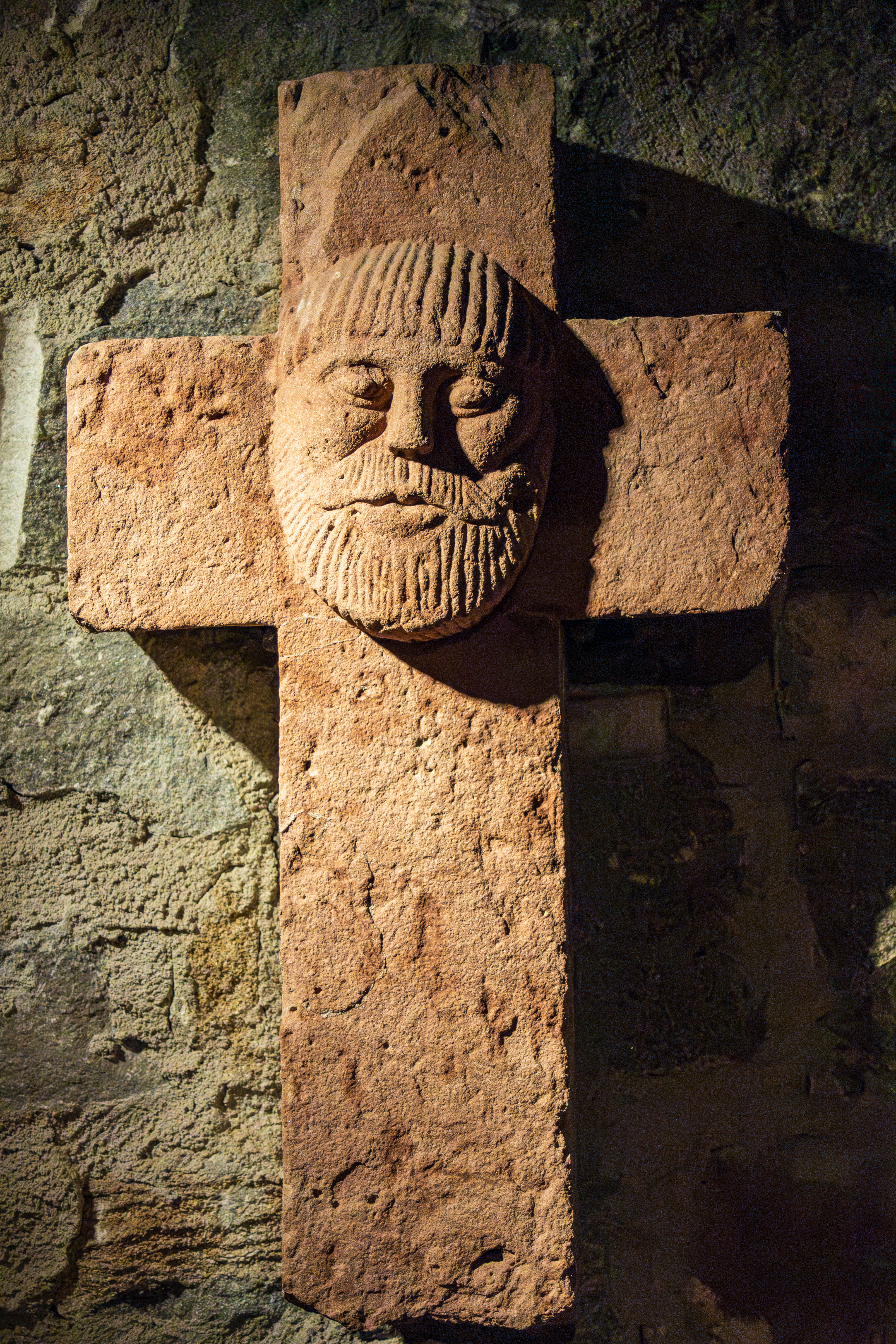
Merowingerkreuz in der Domkrypta (35)

Sepulturkapelle (73)

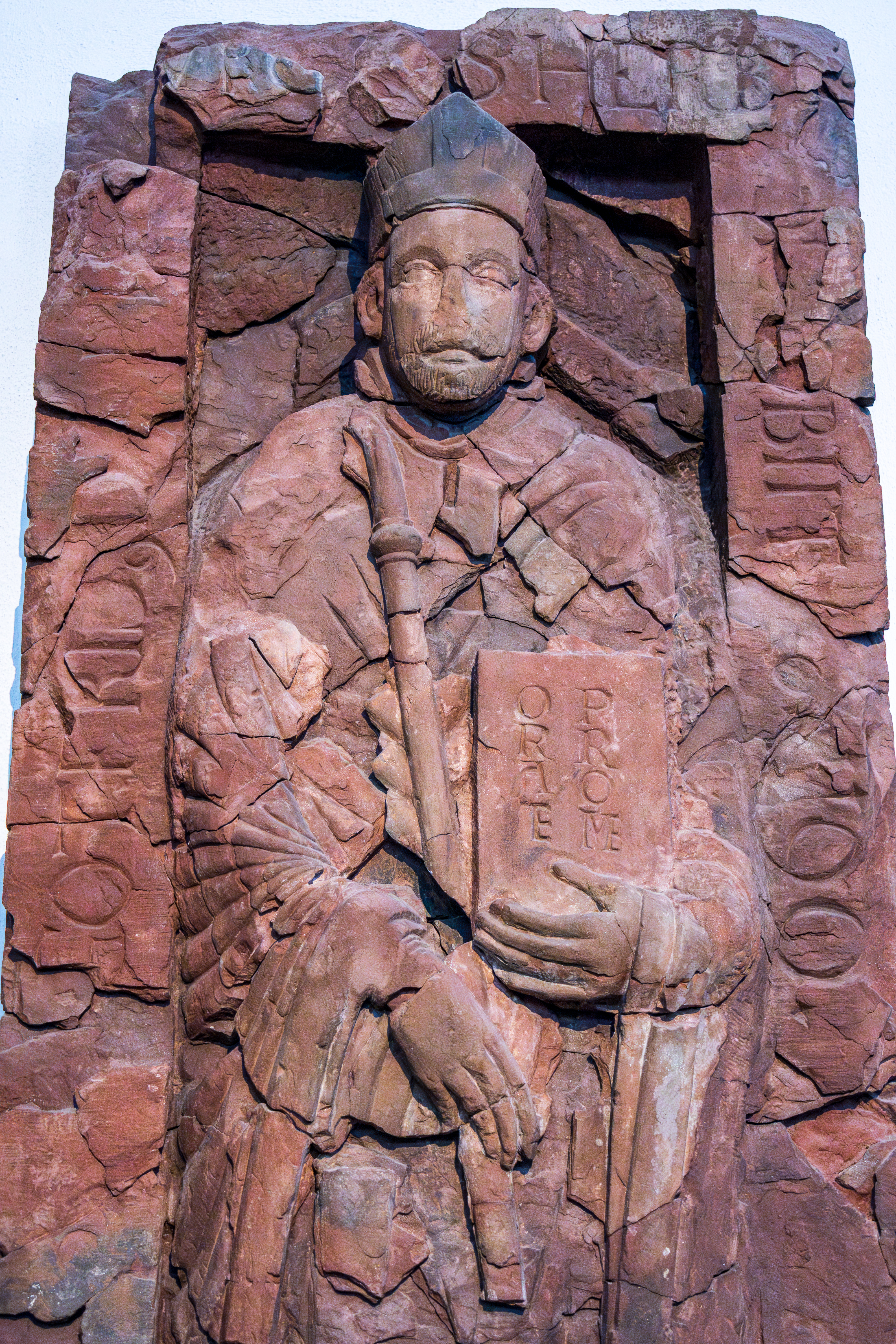
Das Epitaph Gottfried von Spitzenberg 1132; † 8. Juli 1190 ist das älteste noch erhaltene des Würzburger Domes

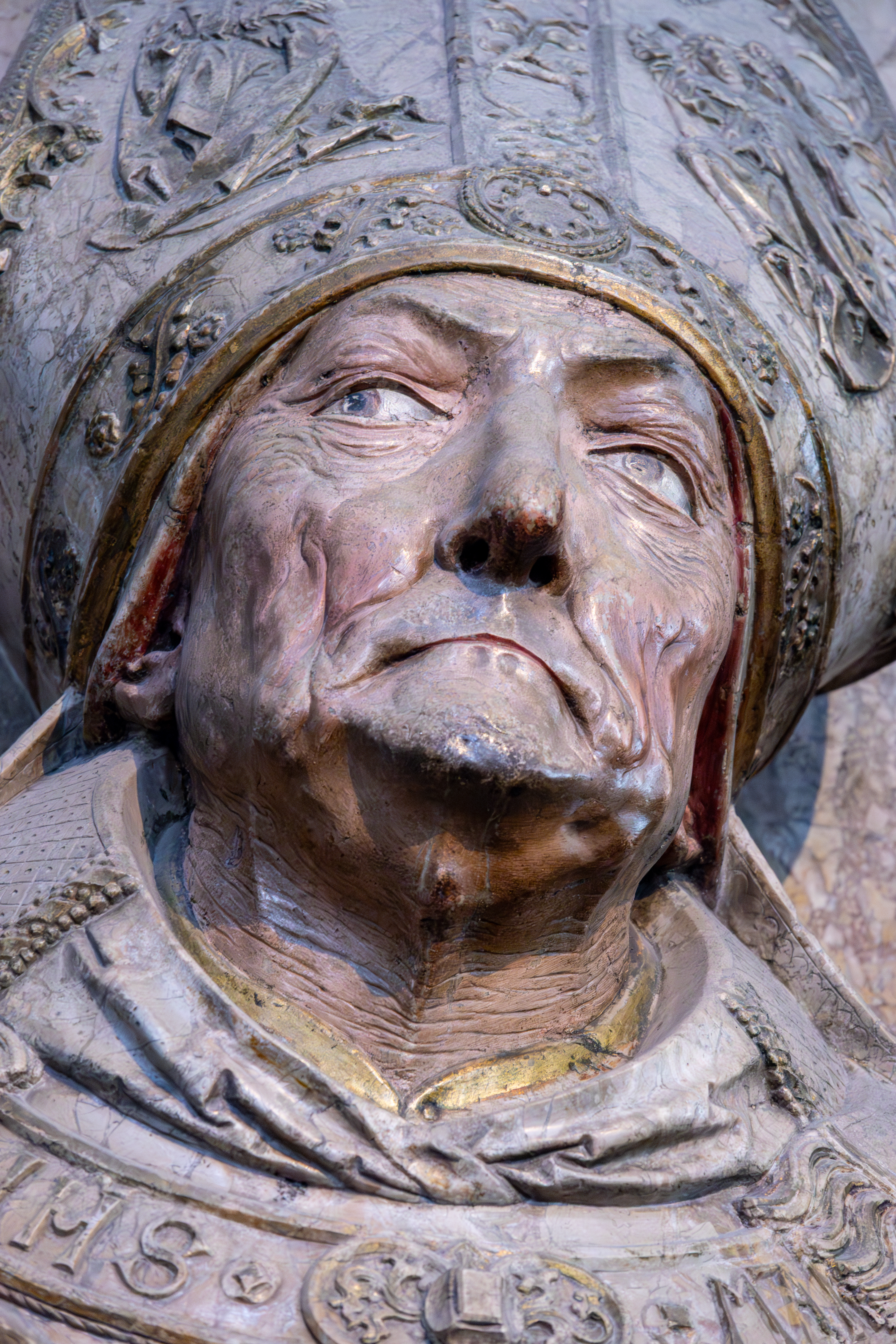
Gesichtszüge von Rudolf II. von Scherenberg als Ausschnitt des Epitaphaltars von Tilman Riemenschneider aus Adneter Marmor (11)

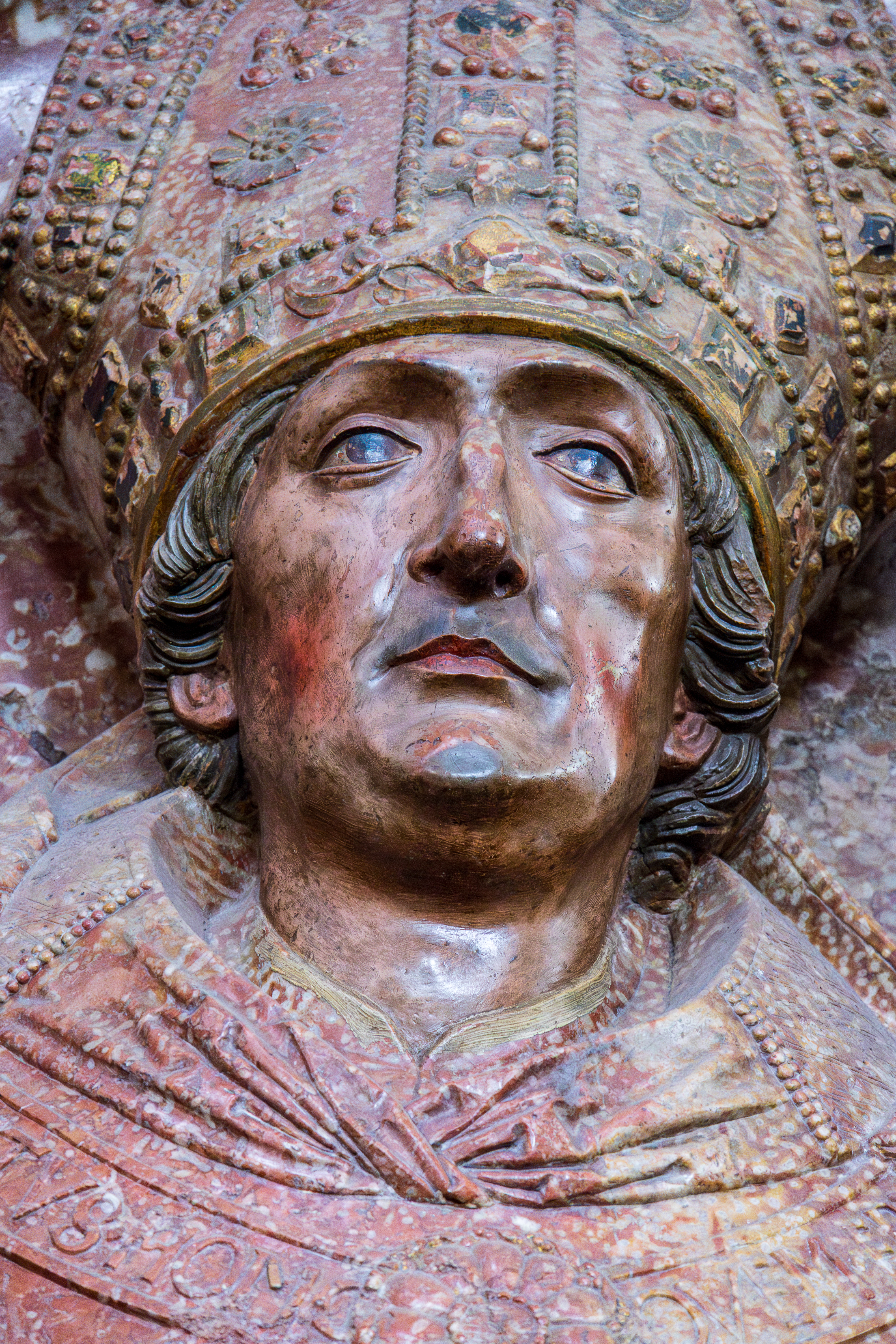
Grabmal Lorenz von Bibras von Tilman Riemenschneider aus Adneter Marmor (13)

Die Kunstwerke befinden sich im Eingangsbereich, Innenraum, Sepultur (Grablege), Kreuzgang und in der Krypta. Ins Auge fallend ist der Siebenarmige Leuchter „Menora“ im Mittelgang kurz hinter dem Eingangsbereich. Von Tilman Riemenschneider sind die Grabmäler für Rudolf von Scherenberg und Lorenz von Bibra an den nördlichen Säulen des Mittelganges. Seit dem 13. Jahrhundert bis Ende des 16. Jahrhunderts wurden die Herzen der Würzburger Bischöfe im Kloster Ebrach, die Eingeweide in der Kapelle der Würzburger Marienburg und die Körper hier im Dom von Würzburg bestattet.
Die unter den Nummern 24 bis 31 gelisteten Werke befinden sich in der von Balthasar Neumann geplanten und erbauten Schönbornkapelle.
1. Gitter Markus Gattingers, weiter im Raum: Siebenarmiger Leuchter, Arbeit von Andreas Moritz, 1981
2. Bischof Gottfried von Spitzenberg († 1190)
3. Bischof Gottfried III. von Hohenlohe († 1322)
4. Bischof Manegold von Neuenburg († 1303)
5. Bischof Otto II. von Wolfskeel († 1345), Arbeit des Wolfskeelmeisters
6. Dreikönigsgruppe mit Madonna
7. Bischof Wolfram Wolfskeel von Grumbach († 1333)
8. Bischof Johann II. von Brunn († 1440)
9. Bischof Albrecht II. von Hohenlohe († 1372)
10. Bischof Gottfried IV. Schenk von Limpurg († 1455)
11. Bischof Rudolf II. von Scherenberg († 1495), Arbeit von Tilman Riemenschneider
12. Bischof Melchior Zobel von Giebelstadt († 1558)
13. Bischof Lorenz von Bibra († 1519), Arbeit von Tilman Riemenschneider
14. Bischof Friedrich von Wirsberg († 1573)
15. Bischof Julius Echter von Mespelbrunn († 1617)
16. Domkanzel, aus Sandstein, Holz und Alabaster von Michael Kern (1608/1609)[32]
17. Bischof Johann Gottfried I. von Aschhausen († 1622)
18. Bischof Ferdinand von Schlör († 1924)
19. Stuck in Vierung, Chor und Apsis
20. Stuck des nördlichen Querschiffs und Propstaltar
21. Epitaph Franz Ludwig Faust von Stromberg († 1673), um 1681 (Johann Philipp Preuß)[33]
22. Portal zur Pfarrsakristei
23. Bischof Gerhard von Schwarzburg († 1400)
24. Bamberger und Mainzer Bischof Lothar Franz von Schönborn († 1729)
25. St.-Magdalenen-Altar
26. Bischof Johann Philipp Franz von Schönborn († 1724)
27. Auferstehungsfresko (Byß)
28. Portal der Schönborn-Kapelle, Engel (Curé)
29. Bischof Friedrich Karl von Schönborn-Buchheim († 1746)
30. Pietà-Altar
31. Bischof Johann Philipp von Schönborn († 1673), Grabplatte von Johann Philipp Preuß
32. Bischof Konrad III. von Bibra († 1544)
33. Marienaltar
34. Johann Konrad Kottwitz von Aulenbach († 1610)
35. Eingang zur Krypta
36. Bischof Konrad II. von Thüngen († 1540), Bronzeplatte
37. Bischof Konrad III. von Bibra († 1544), Bronzeplatte
38. Bischof Lorenz von Bibra († 1519), Bronzeplatte von Hans Vischer und Peter Vischer dem Älteren
39. Epitaph von Erasmus Neustetter genannt Stürmer († 1594)
40. Johann Philipp Fuchs von Dornheim († 1727), Bronzeplatte
41. Richard von der Kere († 1583), Bronzeplatte
42. Dompropst Albrecht von Bibra († 1511), Bronzeplatte
43. Georg von Giech († 1501), Bronzeplatte
44. Bischof Philipp Adolf von Ehrenberg († 1631), geschaffen 1667 bis 1669 von Johann Philipp Preuß[34]
45. Bischof Franz Ludwig von Erthal († 1795)
46. Bischof Georg Anton von Stahl († 1870)
47. Bischof Johann Valentin von Reißmann († 1875)
48. Bischof Franz Joseph von Stein († 1909)
49. Bischof Adam Friedrich Groß zu Trockau († 1840)
50. Bischof Georg Karl von Fechenbach († 1808)
51. Bischof Christoph Franz von Hutten († 1729)
52. Wandgemälde: St. Felix, Regula und Exuberantius
53. Bischof Adam Friedrich von Seinsheim († 1779)
54. Peter von Aufseß († 1522)
55. Johann von Guttenberg († 1538), Bronzeplatte
56. Erasmus Neustetter genannt Stürmer († 1594), Bronzeplatte
57. Johann Konrad Kottwitz von Aulenbach († 1610), Bronzeplatte
58. Bischof Melchior Zobel von Giebelstadt († 1558), Bronzeplatte
59. Bischof Friedrich von Wirsberg († 1573), Bronzeplatte
60. Bischof Julius Echter von Mespelbrunn († 1617), Bronzeplatte
61. Mariä-Tod-Gruppe
62. Bamberger Bischof Neidhardt von Thüngen († 1598)
63. Riemenschneider-Apostel-Altar
64. Bischof Konrad II. von Thüngen († 1540)
65. Eichstätter Bischof Moritz von Hutten († 1552)
66. Dechantaltar
67. Georg Heinrich von Stadion († 1716)
68. Bernhard von Solms-Hohensolms-Lich († 1553)
69. Pforte zum Kreuzgang
70. Heinrich Truchseß von Wetzhausen († 1548)
71. Jakob Baur von Eiseneck († 1621), wahrscheinlich von Michael Kern (1623)[35]
72. Paul Truchseß von Wetzhausen-Unsleben († 1528)
73. Sepulturkapelle mit Fensterzyklus von Georg Meistermann
74. Jakob Fuchs von Wonfurt († 1558)
75. Heinrich von Seinsheim († 1360)
76. Ebbo (unsicher) 10. Jahrhundert
77. Domschul-Magister (spätgotisch)
78. Kreuzigungsgruppe, 1763
79. Friedrich von Brandenburg († 1536)
80. Alte Domschulpforte, zugeschrieben dem Renaissance-Bildhauer Veit Baumhauer, gestiftet 1565 von dem Scholaster Johannes Egolf von Knöringen[36]
81. St. Kilian, 1720 (Balthasar Esterbauer)
82. Wandmalerei-Reste: Christus und Maria, Maria und der Evangelist Johannes
83. Pforte des Jüngsten Gerichts und zwei spätgotische Wappen von Scherenberg und Grumbach
84. Bischof Johann III. von Grumbach († 1466), noch beschädigt
85. Bischof Johann I. von Egloffstein († 1411), noch beschädigt
86. Johann Vitus von Würtzburg († 1756), Bronzetafel
87. Vitus Gottfried von Wernau († 1649), Bronzetafel
88. Sebastian Echter von Mespelbrunn (1546–1575), von Peter Osten entworfenes, 1578 vollendetes Grabmonument mit Transi[37]
89. Martin von der Kere († 1507), Bronzeplastik, und Konrad Friedrich von Thüngen († 1629), Bronzeplastik
90. Säule Jachin, 11. Jahrhundert
91. Säule Boas, 11. Jahrhundert
92. Taufstein von 1279 von Meister Eckart aus Worms
93. Pietà, um 1420
94. Fragment der Grabplatte von Daniel von Stiebar († 1555)
95. Grabstein von Johann Philipp Echter von Mespelbrunn († 1665)
96. Fragment der Grabplatte von Lorenz Truchseß von Pommersfelden († 1543)
97. Franz Christ. von Rosenbach († 1687)
98. Johann Philipp Ludwig Ignaz von Frankenstein († 1780)
99. Johannes Evangelist von Tilman Riemenschneider
100. Wappenstein des Kurfürsten Johann Philipp von Schönborn († 1673)
101. Grab von Tilman Riemenschneider

## Dommusik
Die Tradition der Würzburger Dommusik geht wahrscheinlich bis in die Gründungsjahre des Bistums Würzburg zurück. Mit über 500 aktiven Sängern gehört sie heute zu den bedeutendsten und aktivsten Dommusiken in Deutschland. Vier Ensembles (Würzburger Domchor, Würzburger Domsingknaben, Mädchenkantorei am Würzburger Dom und Kammerchor am Würzburger Dom) gestalten regelmäßig die Liturgie am Kiliansdom und prägen mit ihren geistlichen Konzerten das kulturelle Leben der Stadt und der Region. Die Würzburger Dommusik steht seit September 2022 unter Leitung von Domkapellmeister Alexander Rüth, der auf Christian Schmid folgte. Seit 2005 wirkt Stefan Schmidt als Domorganist an der Kathedrale. Domkantor ist seit November 2023 Julian Beutmiller. Im Bistum Würzburg besteht zudem der Dommusikverein Würzburg, zu deren Vorsitzenden etwa Hugo J. Hahn (bis 2010 Ehrenvorsitzender) und Michael Wollenschläger gehörten. Seit 2024 ist der Veranstaltungsmanager Matthias Wagner erster Vorsitzender.

## Domorgeln

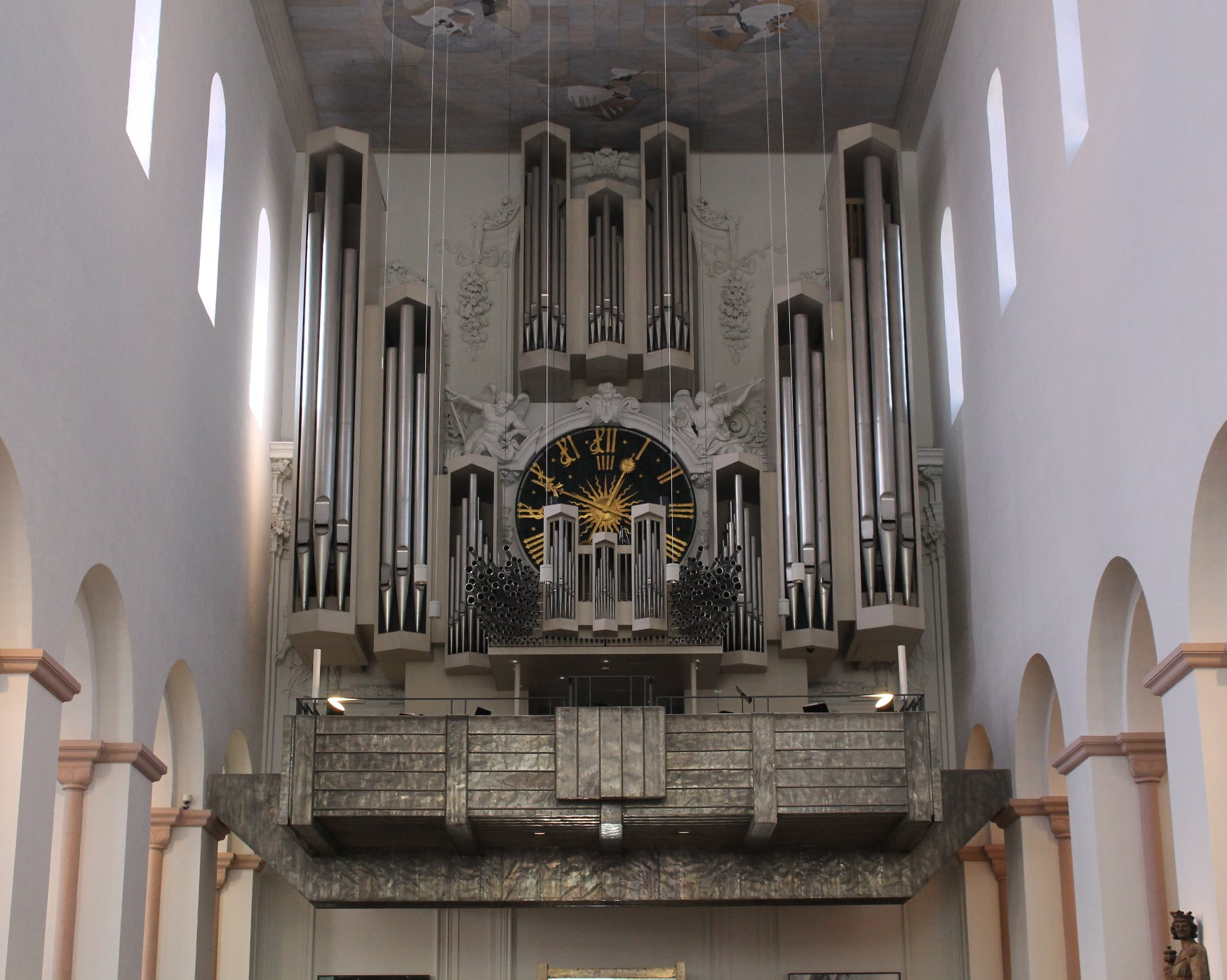
Hauptorgel

Die 1969 geweihten Domorgeln wurden von Johannes Klais Orgelbau in Bonn gebaut. Auf der großen Empore an der Westseite des Langhauses steht die große Hauptorgel (6652 Pfeifen, 87 Register verteilt auf fünf Manuale und Pedal). Die kleinere Chororgel mit 20 Registern, verteilt auf zwei Manuale und Pedal befindet sich auf einer Empore im südlichen Querschiff.
Im Jahr 2009 wurde in den neu eingerichteten Probesälen eine Probenorgel der Firma Karl Göckel mit acht Registern errichtet.
Es ist geplant, im Hochchor eine weitere Chororgel mit 58 klingenden Registern zu bauen, die das Zusammenspiel mit den Chören (z. B. Würzburger Domsingknaben) im Altarraum erleichtern soll. Ursprünglich sollte diese Orgel bereits 2010 fertiggestellt sein.

## Glocken
Der Dom verfügt über ein Geläut aus 20 Glocken. Mit einem Gesamtgewicht von 26 Tonnen gehört es zu den größten in Deutschland.
Die älteste und gleichzeitig einzig erhaltene der ursprünglichen Glocken ist die Lobdeburg-Glocke. Sie überstand den Feuersturm des 16. März 1945, da man sie 1933 in die Sepultur des Doms gebracht hatte. „Neueste Forschungen haben gezeigt, dass sie 1257 von einem der bekanntesten Glockengießer ihrer Zeit geschaffen wurde, vom Würzburger Cunradus Citewar“, so der Architekt Siegfried Issig, amtlicher Glockensachverständiger des Bistums. Diese Glocke wurde bei der Amtseinführung von 50 der 88 Bischöfe Würzburgs sowie bei der Weihe der meisten Würzburger Weihbischöfe (bis auf vier) geläutet. Am Michaelstag 2007 wurde ihr 750. Jubiläum gefeiert. Freitags außerhalb der Karwoche wird sie um 15 Uhr zur Todesstunde Jesu am Kreuz geläutet.
Elf Glocken wurden 1965 von Friedrich Wilhelm Schilling in Heidelberg gegossen. Mit Ausnahme der großen Salvatorglocke goss er das Würzburger Geläute mit zunehmender Wandungsstärke bei aufsteigender Tonhöhe (Rippenprogression). Die Glocken 4, 6 und 7 sind rund ein Drittel schwerer, die Glocken 8 bis 11 doppelt, Glocke 12 sogar dreimal so schwer wie Glocken mittelschwerer Rippenkonstruktion. Glocke 1 ist ebenfalls schwerrippig, um ein gravitätisches Fundament zu bilden.
Seit 2008 ergänzen im Südwestturm acht weitere Glocken der Glockengießerei Perner aus Passau in der tonhöheren Oktave die Glocken des Hauptgeläuts; die Schlagtonfolge reiht sich nahtlos an.
| Nr. | Widmung                               | Gießer, Gussjahr                  | Durchmesser (mm) | Gewicht (kg) | Rippe        | Schlagton (HT-1/16) | Turm |
| --- | ------------------------------------- | --------------------------------- | ---------------- | ------------ | ------------ | ------------------- | ---- |
| 1   | Salvator                              | Friedrich Wilhelm Schilling, 1965 | 2.318            | 9.080        | schwer       | g0 ±0               | Süd  |
| 2   | Kilian, Kolonat und Totnan (Märtyrer) | Friedrich Wilhelm Schilling, 1965 | 1.765            | 3.968        | mittelschwer | b0 ±0               | Nord |
| 3   | Osanna                                | Friedrich Wilhelm Schilling, 1965 | 1.573            | 2.786        | mittelschwer | c1 ±0               | Nord |
| 4   | Maria                                 | Friedrich Wilhelm Schilling, 1965 | 1.487            | 2.390        | schwer       | d1 ±0               | Nord |
| 5   | Lobdeburg                             | Mag. Cunradus Citewar, 1257       | 1.270            | 1.386        |              | es1 +5              | Süd  |
| 6   | Michael                               | F. W. Schilling, 1965             | 1.237            | 1.354        | schwer       | f1 ±0               | Nord |
| 7   | Peter und Paul                        | F. W. Schilling, 1965             | 1.104            | 951          | schwer       | g1 ±0               | Nord |
| 8   | Bruno                                 | F. W. Schilling, 1965             | 1.087            | 934          | sehr schwer  | a1 ±0               | Nord |
| 9   | Andreas                               | F. W. Schilling, 1965             | 1.023            | 814          | sehr schwer  | b1 ±0               | Nord |
| 10  | Evangelisten                          | F. W. Schilling, 1965             | 910              | 578          | sehr schwer  | c2 ±0               | Nord |
| 11  | Josef                                 | F. W. Schilling, 1965             | 808              | 400          | sehr schwer  | d2 ±0               | Nord |
| 12  | Martin                                | F. W. Schilling, 1965             | 751              | 368          | überschwer   | f2 ±0               | Nord |
| 13  | Frieden                               | Rudolf Perner, 2008               | 600              | 158          | sehr schwer  | g2 ±0               | Süd  |
| 14  | Kreuz                                 | Rudolf Perner, 2008               | 527              | 109          | sehr schwer  | a2 ±0               | Süd  |
| 15  | Kapitel                               | Rudolf Perner, 2008               | 502              | 97           | sehr schwer  | b2 +2               | Süd  |
| 16  | Chor                                  | Rudolf Perner, 2008               | 447              | 68           | sehr schwer  | c3 +2               | Süd  |
| 17  | Augustinus                            | Rudolf Perner, 2008               | 393              | 46           | sehr schwer  | d3 +1               | Süd  |
| 18  | Salve Regina                          | Rudolf Perner, 2008               | 371              | 38           | sehr schwer  | es3 +3              | Süd  |
| 19  | Auferstehung                          | Rudolf Perner, 2008               |                  |              | sehr schwer  | f3                  | Süd  |
| 20  | Bürger                                | Rudolf Perner, 2008               |                  |              | sehr schwer  | g3                  | Süd  |

Inschrift Glocke 1: JESV CHRISTE – SALVATOR MVNDI VENI CVM PACE – ANNO DOMINI MCMLXV
(zu Deutsch: Jesus Christus – Retter der Welt, komm in Frieden – Im Jahre des Herrn 1965).